# Bogár János (ítélet-végrehajtó)
| Bogár János hóhér                         | Bogár János hóhér                                                            |
| Kattints az alábbi külső linkek egyikére! | Kattints az alábbi külső linkek egyikére!                                    |
| ----------------------------------------- | ---------------------------------------------------------------------------- |
| Nem található szabad kép.(?)              |                                                                              |
| külső link · jogvédett                    | Bogár János ítélet-végrehajtó a bitóhoz támasztott létrán várja az elítéltet |
| külső link · jogvédett                    | Bogár kötelet igazít                                                         |

Ifjabb Bogár János (máshol: László, Imre, József) főhadnagy (Kiliti, 1913. november 14. – Budapest, 1975. április 14.) 1944-től – édesapja id. Bogár János betegszabadságától, majd visszavonulásától – több évtizeden keresztül volt az állami ítélet-végrehajtó, ez által több száz köztörvényes, valamint politikai halálos ítélet végrehajtója. Születési neve Kovács volt, de ezt a nevet már 1934-ben – apjával együtt – Bogár névre változtatta meg.

## Életrajza
Hóhércsaládba született, Kilitiben (ma Siófok része), 1913. november 14-én. Szülei Kovács (később Bogár) János (1890. dcecember 28. – 1952 után) és Mozsa Julianna (1894. december 24. - 1952. április 29.) voltak, akik Kilitiben 1913. január 14-én kötöttek polgári házasságot. Egy testvéréről maradtak fenn adatok: Irén Erzsébet nevű húga 1919. október 6-án született Kilitiben, és 1999-ben hunyt el.
A fennmaradt források alapján katonaként szolgált, majd hóhérsegédként első alkalommal 1938. február 12-én vett részt kivégzésen, amikor is Varga Pál újpesti szegkovácsot akasztották fel, akit rablógyilkosságért ítéltek el. Ettől kezdve 1944-ig apja segédjeként vett részt a kivégzéseken, majd első önálló ítélet-végrehajtására 1944. június 14-én Nyíregyházán került sor, amikor is az éjszakai elsötítések során elkövetett rablások miatt a 35 éves zsidó Weinberger Miksát, a 25 éves brassói Ambrus Sándort akasztotta fel. Ettől kezdve apja feladatát átvéve állami ítélet-végrehajtóként dolgozott.
Bogár egy nyilatkozata szerint a második világháborút követő első három esztendőben csak ő egymaga több mint háromezer embert akasztott fel, de ez a szám, összevetve az 1945 és 1948 között kivégzettek számával (290 fő) erős túlzás, hiszen többeket nem akasztással, hanem agyonlövéssel végeztek ki, valamint több esetben nem ő volt a vezető hóhér. Az utolsó sajtóbeszámoló, melyben mint hóhér szerepel, 1948. december 22-én jelent meg, amikor is a városmajori "Szálasi-különítmény" hét tagját akasztotta fel. Akasztásainak száma nagyjából a 300 és 400 körülre tehető. 
Visszavonulásáról, valamint további életéről nincsenek pontos adatok, 1958-ban még biztosan hajtott végre halálos ítéleteket, többek között Nagy Imre és társai kivégzését is ő hajtotta végre, bár egyes visszaemlékezések szerint ez esetben "beteget jelentett", viszont a jegyzőkönyvre az ő nevét vezették fel. Nyugdíjaztatása után a Balatonendréd és Ságvár közti erdőben egy kis erdei házban élt. A ház helyén ma tájékoztató tábla áll, mely szerint ekkor mint erdőkerülő dolgozott, s félt, de alapjába véve kedvelt tagja lett a közösségnek.
Az Országos Széchényi Könyvtár Gyászjelentés Gyűjteményében fellelhető dokumentum szerint Budapesten hunyt el, türelemmel viselt hosszú szenvedés után 1975. április 12-én. Temetésére a pestszentlőrinci temetőben 1975. április 21-én került sor. Családjára vonatkozóan nincsen forrás, a gyászjelentés alapján több gyermeke és unokája született.

## Ismert segédei
- Csúcs Mátyás bv. főhadnagy (? - 1963. április, nyughelye: Budapest, Új köztemető)[15]
- Fülöp István
- Dr. Szabó Ernő

## Főbb kivégzései

### Segédként
- Varga Pál, rablógyilkosságért, Budapest, 1938. február 12.
- Laczi Ferenc, baltás rablógyilkos, Kecskemét, 1939. július 22.[16]
- Fazekas Pál, arzénes tömeggyilkos, Budapest, 1940. július 13.[17]

### Vezető ítélet-végrehajtóként
- Szálasi Ferenc, Budapest, 1946. március 12., nyilas nemzetvezető
- Gál Csaba, Budapest, 1946. június 25. (egyes források szerint szívszélhűdésben meghalt, de Bogár a nyakára tette a kötelet s ezzel az akkori rendszer utasítására felakasztotta a halott embert)
- Jandó Ferenc és Szvitek István: 1951. október 23-án reggel fél hétkor dr. Király Gyula tanácsvezető bíró, dr. Pécsvárady László jegyzőkönyvvezető, Bánkuti Antal, az Országos Büntetőintézet vezetője, dr. Kelemen Endre orvos szakértő és még két személy jelenlétében Bogár János ítélet-végrehajtó a halálbüntetést végrehajtotta.[18]
- Rajk László, Budapest, 1949. október 15., volt belügyminiszter
- Hekus Dönci, rendőrgyilkos, Budapest, 1947. november 30.
- Molnár Imre, váltókezelő, a Császárfürdői vasúti baleset miatt, Budapest, 1952. december 27.
- Császár István, 1953. március 31-én 16 óra 50 perckor
- Nagy Imre, volt miniszterelnök 1958. június 16-án 5 óra 9 perckor[19] (Egyes források szerint ekkor kórházban tartózkodott, s ezért nem lehetett jelen az ítéletvégrehajtáson.[20])
- Gimes Miklós, 1958. június 16-án 5 óra 14 perckor
- Maléter Pál, 1958. június 16-án 5 óra 24 perckor
- Gábor Péter, gépmunkás, forradalmár 1958. június 16-án 7 óra 27 perckor[21]